# Eliseo Rivero
Eliseo Roque Rivero Pérez (Montevideo, 27 de dezembro de 1957) é um ex-futebolista profissional uruguaio, que atuava como defensor.

## Carreira
Eliseo Rivero fez parte do elenco da Seleção Uruguaia de Futebol da Copa do Mundo de 1986 